# Bodotria pulchella
Bodotria pulchella is een zeekomma uit de familie Bodotriidae.

## Kenmerken
B. pulchella is een kleine zeekomma met typische kommavorm, die tot 2,5 mm (♀) en 3,2 mm (♂) lang wordt. De carapax draagt een medio-dorsale en twee paar laterale carinae (huidplooien) die elkaar achteraan raken. Er is geen uitgesproken pseudorostrum. Het eerste pereoniet is dorsaal (van boven gezien) niet zichtbaar. Bij beide geslachten dragen enkel de eerste pereopoden een exopodiet (buitenste tak). De endopodiet (binnenste tak) van de uropode heeft twee segmentjes. Zoals alle Bodotriidae heeft deze soort geen telson.

## Ecologie
Deze soort werd vooral in ondiep water aangetroffen maar komt voor tot op 70 m.
De meerderheid van de zeekommasoorten in de gematigde ondiepe wateren leven waarschijnlijk slechts een jaar of minder en planten zich tweemaal per jaar voort. Ze voeden zich met micro-organismen en organisch materiaal uit bodemafzettingen.
B. pulchella komt voor in de Noordzee, de Westkust van Groot-Brittannië, de Middellandse Zee en tot voor de kust van Senegal.